# Busters
Busters X (hangul: 버스터즈) é um grupo feminino sul-coreano formado pela Marbling E&M. Atualmente é composto por cinco integrantes: Jeon Jieun, Jeon Minji, Yasuda Takara, Tai Seira e Nuchcharin Ngernkheree

## História

### 2017-2018: Estreia comDream On,Idol Rangers Power Busters e Grapes
Busters estreou oficialmente em 27 de novembro de 2017 com faixa-título "Dream On (내꿈꿔)", fazendo parte de seu primeiro álbum single homônimo. Elas têm seu próprio anime chamado Idol Rangers Power Busters, que estreou na primavera de 2018. Antes do grupo estrear, Soyeon era uma das integrantes. Um mês antes do grupo estrear, ela deixou de ser uma integrante do grupo. Então, uma nova integrante foi revelada, Minjung. Minjung conseguiu passar na audição, e estreou substituindo Soyeon. Em 12 de junho, elas voltaram com o álbum Grapes.

### 2019-2020: Pinky Promise, Paeonia e saída de integrantes
Em janeiro de 2019, um ano depois que ela estreou no grupo, Minjung confirmou deixar o grupo, e mais uma nova integrante foi revelada, Yeseo. Em março e abril de 2019, Busters se apresentou pela primeira vez no Brasil. As cidades visitadas foram Goiânia (30 de março), Rio de Janeiro (3 de abril), Fortaleza (5 de abril) e São Paulo (7 de abril). Em 31 de julho, Busters voltou com o álbum Pinky Promise. Em 29 de março de 2020, Hyungseo escreveu uma carta no café oficial do Busters, dizendo que ela estava deixando os Busters para se concentrar em seus estudos. Em 13 de maio de 2020, Busters voltou com o álbum Paeonia. Em 6 de agosto de 2020 as integrantes Jisoo, Chaeyeon e Yeseo anunciaram oficialmente a sua saída.

### 2020-presente: Futuro Re-Debut, Webtoon, Sub-Unit, Entradas e saídas de integrantes
Nós já sabiamos do Re-Debut, mas, a empresa mudou a capa e no nome do canal do grupo no YouTube, na capa dizia "Reboot 2021! Eles mudaram o canal em 11 de Novembro de 2020. Mas o ano acabou passando e nada aconteceu. Lançaram um video no dia 4 de Julho de 2021 com uma musica de fundo e no final dizia "Summer, 2022"
em 21 de Novembro de 2020, descobrimos que finalmente algo sobre o "Idol Rangers Power Busters" ia ser lançado, aconteceu uma exposição sobre o Webtoon "Busters, The Second World Transition Guard" que provavelmente é o novo nome, além disso a ideia deixou de ser um anime e passou a ser um Webtoon! Na exposição teriam muitos outros grupos como Girls' Alert, MUSTB e A.C.E..
No Instagram da EBStoon foi anunciada a data de uma seríe do Webtoon, 24 de Janeiro de 2020
Em 21 de Outubro de 2020 foi anunciado um projeto de Sub-Unidade com integrantes do Pink Fantasy e Mydoll Girls. O MyBling! O grupo consiste em 7 integrantes sendo elas: Jieun, Minji, Takara, Heesun, Harin, Arang e uma Integrante não revelada ainda. No dia 18 de Dezembro de 2020 foi anunciado um concerto especial de Natal online que aconteceria no dia do mesmo, mas ele foi adiado por conta da Pandemia de COVID-19. O concerto aconteceu no dia 10 de Janeiro de 2021. Elas aparentemente não vão debutar, é apenas um projeto.
Em 5 de Março de 2021 a integrante Seira foi anunciada durante a live de aniversário da Jieun
Em 20 de Maio de 2021 a integrante MinMin foi adicionada ao grupo mas infelizmente a saída dela foi anunciada no dia 25 de Outubro de 2021 numa nota pelo VLive. Ela saiu por razões pessoais que interfiriam as atividades em grupo
Em 22 de Outubro de 2021, Lee Yunji teve sua primeira aparição pública como membro do Busters em um show mas ela só foi oficialmente anunciada como membro após a saída da MinMin.

## Integrantes
- Jieun (hangul: 지은) nascida Jeon Ji-eun (hangul: 전지은) em 5 de março de 2005 (20 anos). Nascida em Yongin, Coréia do Sul. Ela é Rapper, Vocalista e provável nova líder do grupo (dito no webtoon delas).
- .Takara (hangul: 타카라) nascida Yasuda Takara (hangul: 야스다타카라) em 19 de janeiro de 2005 (20 anos). Nascida em Osaka, Japão. Ela é Rapper e Dançarina do grupo.
- Minji (hangul: 민지) nascida Jeon Min-ji (hangul: 전민지) em 26 de setembro de 2006 (18 anos) Nascida em Yongin, Coréia do Sul. Ela é a Maknae, Dançarina e Sub-Vocalista do grupo.
- Seira (hangul: 세이라) nascida Tai Seira (hangul: 타이세이라) em 27 de janeiro de 2004 (21 anos). Nascida no Japão.
- Nami (hangul: 나미) nascida Nuchcharin Ngernkheree (alfabeto tailandês: นุชรินทร์ เงินคีรี) em 08 de junho de 2004 (20 anos) Nascida na Tailândia

## Ex-integrantes
- Minji (hangul: 민지), nascida Kim Min-ji (hangul: 김민지) em 16 de janeiro de 2001 (24 anos) em Chungcheong do Sul, Cheonan, Coreia do Sul. Era a Líder, Vocalista, Dançarina e Rapper do grupo. A empresa do grupo anunciou no dia 19 de novembro de 2019 que a mesma estaria deixando o grupo Busters.
- Hyungseo (hangul: 형서), nascida Myung Hyung-Seo (hangul: 명형서) em 25 de junho de 2001 (23 anos) em Suwon, Gyeonggi, Coreia do Sul. Era a Vocalista do grupo.
- Minjung (hangul: 민정), nascida Cha Min-jung (hangul: 차민정) em 15 de junho de 2004 (20 anos) em Gyeonggi, Yongin, Coreia do Sul. Era Vocalista e Rapper. Minjung anunciou no fansign do dia 26 de janeiro de 2019 a sua saída do grupo Busters para voltar a ser uma "estudante normal".
- Soyeon (hangul: 소연), nascida Park So-yeon (hangul: 박소연). Ela saiu do grupo sem revelar o seu talento. Ela foi substituída pela ex-integrante Minjung.
- Yeseo (hangul: 예서) nascida Kang Ye-seo (hangul: 강예서) em 22 de agosto de 2005 (19 anos). Dançarina, Visual e Vocalista do grupo. Depois que Minjung deixou de participar do grupo musical, Minjung foi substituída por Yeseo.
- Jisoo (hangul: 지수), nascida Jung Ji-soo (hangul: 정지수) em 22 de novembro de 2003 (21 anos) em Gyeonggi, Yongin, Coreia do Sul. Foi líder após a saída de Kim Minji, Vocalista, Dançarina, Visual e Rapper do grupo.
- Chaeyeon (hangul: 채연), nascida Kim Chae-yeon (hangul: 김채연) em 4 de dezembro de 2004 (20 anos) em Yeonsan-dong, Seul, Coreia do Sul. Vocalista e Rapper do grupo. E também fazia parte da aegyo line do grupo.
- MinMin (hangul: 민민) nascida Jung-Min (hangul: 정민) em 2 de julho de 2006 (18 anos) em Cheonan, Chungcheongnam-do, Coréia do Sul. Vocalista do grupo.
- Yunji (hangul: 윤지) nascida Lee Yunji (hangul: 이윤지) em 9 de janeiro de 2007 (18 anos) em Incheon, Coréia do Sul.

## Discografia

### Extended plays
| Título        | Detalhes | Melhores posições nas paradas | Vendas       |
| Título        | Detalhes | KOR                           | Vendas       |
| ------------- | --- | ----------------------------- | ------------ |
| Pinky Promise | - Released: 31 de Julho de 2019 - Label: Monstergram Inc., Genie Music - Format: CD, Download digital Lista de faixas 1. Starlight (별헤는밤) 2. Pinky Promise 3. Sour Sweet (새콤달콤) 4. Lucky Lucky 5. TuTuTu (뚜뚜뚜) | 31                            | - KOR: 2,870 |

### Álbuns single
| Título                                                                                   | Detalhes do álbum | Melhores posições nas paradas | Vendas |
| Título                                                                                   | Detalhes do álbum | KOR                           | Vendas |
| ---------------------------------------------------------------------------------------- | --- | ----------------------------- | ------ |
| Dream On (내꿈꿔)                                                                        | - Lançamento: 27 de novembro de 2017 - Gravadoras: Monstergram Inc., Genie Music - Formatos: CD, Download digital Lista de faixas 1. Dream On (내꿈꿔) 2. Lalala (랄랄라) 3. Dream On (내꿈꿔) inst. 4. Lalala (랄랄라) inst.                      | 44                            | —      |
| Grapes (포도포도해)                                                                      | - Lançamento: 12 de junho de 2018 - Gravadoras: Monstergram Inc., Genie Music - Formatos: CD, Download digital Lista de faixas 1. Grapes (포도포도해) 2. Responsibility (책임져) 3. Grapes (포도포도해) (Inst.) 4. Responsibility (책임져) (Inst.) | 36                            | —      |
| "—" indica lançamentos que não figuraram nas paradas ou não foram lançados nessa região. | |                               |        |

### Singles
| "Dream On" (내꿈꿔)                                                                      | 2017 | — | — | Dream On      |
| "Grapes" (포도포도해)                                                                    | 2018 | — | — | Grapes        |
| "Pinky Promise"                                                                          | 2019 | — | — | Pinky Promise |
| "—" indica lançamentos que não figuraram nas paradas ou não foram lançados nessa região. |      |   |   |               |

### Trilhas sonoras
| Título                                                                                   | Ano  | Melhores posições nas paradas | Vendas | Membro(s)                       | Álbum                 |
| Título                                                                                   | Ano  | KOR                           | Vendas | Membro(s)                       | Álbum                 |
| ---------------------------------------------------------------------------------------- | ---- | ----------------------------- | ------ | ------------------------------- | --------------------- |
| "Tonight"                                                                                | 2018 | —                             | —      | Hyungseo                        | Marvel: Future Fight  |
| "Second Crush" (두번째 설레임)                                                           | 2018 | —                             | —      | Hyungseo (com Sangil do Snuper) | Love Alert OST Part 3 |
| "I Really Wanna"                                                                         | 2018 | —                             | —      | Hyungseo (com Krysta Youngs)    | Marvel: Future Fight  |
| "—" indica lançamentos que não figuraram nas paradas ou não foram lançados nessa região. |      |                               |        |                                 |                       |

## Filmografia

### Videoclipes
| Ano  | Título        | Diretor                 | Gravadora               |
| ---- | ------------- | ----------------------- | ----------------------- |
| 2017 | Dream On      | Shindong (Super Junior) | Genie Music             |
| 2017 | Lalala        | Shindong (Super Junior) | Genie Music, Vlending   |
| 2018 | Grapes        | Shindong (Super Junior) | MBC, Marbling, Vlending |
| 2019 | Pinky Promise | -                       | Vlending, Marbling      |

## Prêmios e indicações

### Korea Brand Awards
| Ano  | Categoria                 | Recipiente | Resultado |
| ---- | ------------------------- | ---------- | --------- |
| 2018 | Female Rookie of the Year | Busters    | Indicado  |

### Korea Culture Entertainment Awards
| Ano  | Categoria           | Recipiente | Resultado |
| ---- | ------------------- | ---------- | --------- |
| 2017 | Rookie of the Year  | Busters    | Venceu    |
| 2018 | K-pop Singers Award | Busters    | Venceu    |

### Korea Environment Culture Awards
| Ano  | Categoria                         | Recipiente | Resultado |
| ---- | --------------------------------- | ---------- | --------- |
| 2017 | Global Asia Star Award in Culture | Busters    | Venceu    |